# Copa Uli Hoeneß
A Copa Uli Hoeneß foi uma competição de futebol de pré-temporada que foi disputada no dia 24 de julho de 2013, na Allianz Arena, em Munique, na Alemanha. A competição contou com a participação do time da cidade anfitriã e campeão da Liga dos Campeões da UEFA de 2012–13 Bayern de Munique e o campeão da La Liga Espanhola de 2012–13 Barcelona. O jogo ficou marcado como o primeiro que o novo treinador do Bayern de Munique Pep Guardiola enfrentou o seu ex-clube Barcelona, e foi também um presente de aniversário de 60 anos atrasado para o presidente do clube do Bayern de Munique Uli Hoeneß. Os recursos financeiros coletados com o evento, foram integralmente doados para fins sociais. O horário original planejado para o início do jogo (20:30) foi alterado por causa do Campeonato Europeu de Futebol Feminino de 2013 entre a Suécia e a Alemanha.

## Times participantes
- Bayern de Munique
- Barcelona

## O jogo
| 24 de julho de 2013 | Bayern de Munique        | 2 – 0     | Barcelona | Allianz Arena, Munique                          |
| 18:30 (UTC+2)       | Lahm 15' · Mandžukić 87' | Relatório |           | Público: 71 137 Árbitro: ALE Felix Brych (FIFA) |

| Bayern Munich | Barcelona |

| GL            | 1  | Manuel Neuer           | 46' |
| LD            | 13 | Rafinha                | 73' |
| ZA            | 17 | Jérôme Boateng         | 67' |
| ZA            | 4  | Dante                  | 58' |
| LE            | 27 | David Alaba            |     |
| MC            | 6  | Thiago                 | 73' |
| MC            | 21 | Philipp Lahm           | 58' |
| MC            | 10 | Arjen Robben           | 46' |
| MC            | 39 | Toni Kroos             | 67' |
| AT            | 7  | Franck Ribéry          | 67' |
| AT            | 25 | Thomas Müller          | 46' |
| Substitutos:  |    |                        |     |
| GL            | 22 | Tom Starke             | 46' |
| ZA            | 5  | Daniel Van Buyten      | 58' |
| ZA            | 15 | Jan Kirchhoff          | 67' |
| LE            | 26 | Diego Contento         | 67' |
| VL            | 31 | Bastian Schweinsteiger | 67' |
| VL            | 30 | Luiz Gustavo           | 58' |
| MC            | 11 | Xherdan Shaqiri        | 46' |
| ZA            | 23 | Mitchell Weiser        |     |
| MC            | 34 | Pierre Højbjerg        |     |
| MC            | 36 | Emre Can               | 73' |
| AT            | 14 | Claudio Pizarro        | 73' |
| AT            | 9  | Mario Mandžukić        | 46' |
| Treinador:    |    |                        |     |
| Pep Guardiola |    |                        |     |

| GL           | 13 | José Manuel Pinto   | 46' |     |
| LD           | 2  | Martín Montoya      | 46' |     |
| ZA           | 15 | Marc Bartra         | 43' | 46' |
| ZA           | 14 | Javier Mascherano   | 41' | 46' |
| LE           | 21 | Adriano             | 46' |     |
| VL           | 12 | Jonathan dos Santos | 46' |     |
| VL           | 17 | Alex Song           | 46' |     |
| MC           | 24 | Sergi Roberto       | 46' |     |
| AT           | 9  | Alexis Sánchez      | 46' |     |
| AT           | 10 | Lionel Messi        | 46' |     |
| AT           | 20 | Cristian Tello      | 46' |     |
| Substitutos: |    |                     |     |     |
| GL           | 25 | Oier Olazábal       | 46' |     |
| ZA           | 3  | Sergi Gómez         | 46' |     |
| VL           | 4  | Ilie                | 46' |     |
| MC           | 6  | Jordi Quintillà     | 46' |     |
| MC           | 7  | Kiko Femenía        | 46' |     |
| VL           | 8  | Javier Espinosa     | 46' |     |
| AT           | 11 | Joan Román          | 46' |     |
| MC           | 16 | Dani Nieto          | 46' |     |
| LE           | 18 | Carles Planas       | 46' |     |
| AT           | 19 | Jean Marie Dongou   | 46' |     |
| LD           | 22 | Patric              | 46' |     |
| VL           | 23 | Sergi Samper        |     |     |
| Treinador:   |    |                     |     |     |
| Jordi Roura  |    |                     |     |     |